# El País (Urugvaj)
El País su dnevne novine sa sjedištem u Montevideu, Urugvaj. Prvi broj izašao je 14. rujna 1918. i od tada novine kontinuirano izlaze do danas bez prekida. Prema stranici Alexa Internet, mrežno izdanje novina je 6. najčitanije u Urugvaju. Novine izlaze u nakladi od 65.000 primjeraka dnevno.
Utemeljitelji novina su Leonel Aguirre, Eduardo Rodríguez Larreta i Washington Beltrán Barbat. Novine su se prvo tiskale kao političko glasilo Nacionalne stranke, a iako izlaze neovisno o političkoj stranci, političko su orijentirani prema desnom centru.
Desetljećima su El País bile najčitanije urugavjske novine, s nakladom od 65.000 primjeraka radnim danima i preko 100.000 primjeraka vikendom (nedjeljni dvobroj). Novine uglavnom pišu o socijalnim, političkim i ekonomskim zbivanjima u Urugvaju, kao i o trgovačkom savezu zemalja Južne Amerike, Mercosuru.
Od 1991. do 2006. novine su dodjeljivale nagradu "Europski nogometaš godine" i "Europski trener godine". Poznatiji dobitnici nagrade bili su igrači Zinedine Zidane, Ronaldinho, Cristiano Ronaldo, Luis Figo te treneri Alex Ferguson, José Mourinho i Michel Platini.

## Vanjske poveznice
- (šp.) Mrežno izdanje novina i službene stranice
- (engl.) Newseum.org - Naslovnice novina El País
- (šp.) TV: canales de Montevideo concentran 95,5% del mercado, Portal 180, objavljeno 10. studenog 2011.